# Cyanobakterier
Cyanobakterie, cyanobacteria, cyanophyta (Græsk: cyanos = blå) er en række af bakterier. De er almindeligvis kendt som blågrønalger, selvom de ikke er beslægtet med alger (som alle er eukaryote).
Cyanobakterier er autotrofe, og får deres energi gennem fotosyntese. De træffes som stromatolitter og menes at have spillet en vigtig rolle i jordens udvikling ved at være den organisme, der udviklede fotosyntesen for mindst 2,3 mia år, måske for så længe siden som 3,8 mia år, hvorved jordens oprindelige iltløse atmosfære blev iltholdig (se iltkatastrofen) og derved banede vejen for den lange række af organismer, der lever af ilt. Endvidere menes de ved endosymbiose at være ophavet til planternes og andre højere organismers grønkorn og er dermed grundlaget for al fotosyntese på jorden.
Visse cyanobakterier kan desuden udføre kvælstoffiksering, altså omdanne atmosfærisk kvælstof til organiske kvælstofforbindelser. Hermed er opblomstring af blågrønalger i et havområde medvirkende til, at Redfieldforholdet opretholdes i vandmiljøet, hvis det er underforsynet med kvælstof i forhold til fosfor.

## Klassifikation
Cyanobakterier har tidligere været underlagt den botaniske systematik, mens de i dag hører under prokaryoternes systematik. Der offentliggøres dog stadig undersøgelser, som benytter botaniske betegnelser, hvad der skaber betydelige problemer i forståelsen af disse organismer. Efter 1.1. 1980 er organisationen International Committee on Systematics of Prokaryotes (ICSP) den, der samler og systematiserer viden om disse væsner.

## Cyanobakterier i Danmark
Aphanizomenon og Nodularia spumigena er almindeligt forekommende cyanobakterier i Danmark.
Om sommeren forekommer cyanobakterier i Østersøen. Med østenvind spredes de til danske farvande og kan gøre badning risikabel. 

## Cyanotoxiner
Nogle cyanobakterier producerer toxiner kaldet cyanotoxiner, der kan være neurotoxiner, hepatotoxiner, cytotoxiner, endotoxiner eller carcinogener. Det er nogle af de stærkeste biologiske giftstoffer, der kan medføre en hurtig død på grund af åndedrætslammelse. Cyanotoxinerne omfatter bl.a. anatoxin-a (også kaldet Very Fast Death Factor), anatoxin-as, aplysiatoxin, cylindrospermopsin, Lyngbyatoxin-a, domoic acid, microcystin LR, nodularin R, neosaxitoxin, saxitonin eller STX, lipopolysaccharid og BMAA (β-Methylamino-L-alanine). Kemisk set er de meget forskellige: ringformede peptider, alkaloider og polyketider - lipopolysaccharid (LPS, også kaldet endotoxin) er i en gruppe for sig selv.
Det er specielt under opblomstring, at cyanobacterier kan blive en sundhedsrisiko for dyr og mennesker.
Cyanotoxinerne kan igennem fødekæden opkoncentreres i fisk og muslinger og medføre forgiftning:
- DSP-toxin (efter Diarrhetic Shellfish Poisoning) medfører diaré
- Saxitoxin, benævnt PSP-toxin (efter Paralytic Shellfish Poisoning) medfører dødelige lammelser
- ASP-toxin (efter Amnesic Shellfish Poisoning) medfører skade på hjernecellerne og give varigt hukommelsestab

## Eksterne links
- Blåmuslingeforgiftning. Sundhed.dk
- Blågrønalger. Naturstyrelsen (Webside ikke længere tilgængelig)